# Martin Schulz
Martin Schulz (født 20. december 1955 i Hehlrath (i dag Eschweiler), Nordrhein-Westfalen) er en tysk socialdemokratisk politiker. Han var medlem af Europa-Parlamentet fra 1994 til 2017 og var Formand for Europa-Parlamentet fra 2012 til 2017. I november 2016 annoncerede han at han ikke ville opstille til en tredje periode som EP-formand, men ville i stedet stille op i det tyske forbundsdagsvalg i 2017 som SPD's kandidat til kanslerposten. 
Før hans formandskab for Europa-Parlamentet, var Schulz gruppeformand for Gruppen for Det Progressive Forbund af Socialdemokrater. Han blev valgt til Europa-Parlamentets formand i 2012, og genvalgt den 1. juli 2014. I 2014 udpegede De Europæiske Socialdemokrater ham som kandidat til posten som Europa-Kommissionsformand. Den 17. januar 2017 blev han efterfulgt af Antonio Tajani fra Det Europæiske Folkeparti (EPP). I januar 2017 offentliggjorde Sigmar Gabriel at han ikke ville være SPD's kandidat til kanslerposten over Martin Schulz. Gabriel offentliggjorde yderligt at han ikke ville genopstille til partiformand, men i stedet anbefalet han Martin Schulz som hans afløser.
I marts 2017 blev Schulz enstemmigt valgt som officiel leder af SPD. Partiet fik dog kun 20,5 % under Forbundsdagsvalget, og Schulz trak sig tilbage som partiformand i februar 2018.
Martin Schulz var borgmester i byen Würselen i delstaten Nordrhein-Westfalen fra 1987 til 1998.

## Privatliv
Schulz er gift og har to børn.
Schulz oplevede en periode med alkoholmisbrug som ung efter en knæskade, der satte en stopper for hans håb om at spille professionelt fodbold.
Udover tysk taler Martin Schulz engelsk, fransk, spansk, italiensk og hollandsk med forskellig grad af flydenhed.